# 大館市立釈迦内小学校
大館市立釈迦内小学校（おおだてしりつ しゃかないしょうがっこう）は、秋田県大館市大字釈迦内にある公立小学校。2024年度（令和6年度）の児童数は169名。

## 沿革
出典：
- 1874年（明治7年）6月26日 - 実相寺内に向陽学校として開校。
- 1875年（明治8年）9月 - 実相寺の一室を移転し、独立の校舎となる。
- 1879年（明治12年）12月 - 日景学校と改称。
- 1880年（明治13年）2月 - 釈迦内館19番地に新校舎が落成し、移転。
- 1887年（明治20年）4月 - 日景尋常小学校と改称（釈迦内村・商人留・松木村・松峰村の連合公立小学校）。
- 1889年（明治22年）4月 - 日景簡易小学校を併設し、日景尋常簡易小学校と改称。
- 1891年（明治24年）4月 - 日景簡易小学校を廃止、日景尋常小学校と再改称。
- 1896年（明治29年）4月 - 釈迦内尋常高等小学校と改称
- 1902年（明治35年）5月 - 相染台（現在地）に移転し、新校舎開校式挙行。
- 1914年（大正3年）9月 - 校地周囲の土手完成。
- 1924年（大正13年）6月 - 創立50周年記念式典挙行。
- 1928年（昭和3年）11月 - 新築体操場落成式挙行。杉苗を植樹。
- 1934年（昭和9年）4月 - 桜の植樹（250本）。
- 1941年（昭和16年）4月 - 国民学校令により、釈迦内国民学校と改称。
- 1947年（昭和22年）
  - 4月 - 学制改革により、 釈迦内村立釈迦内小学校と改称。
  - 5月 - 釈迦内中学校創立。
- 1948年（昭和23年）
  - 2月 - 粉ミルク給食開始。
  - 4月 - 校章制定。
  - 7月 - PTA結成。
- 1949年（昭和24年）12月 - 新校舎落成記念式典挙行。子供郵便局開設。校内に電話設置。
- 1951年（昭和26年）4月1日 - 釈迦内村と大館町が合併した大館市発足により、大館市立釈迦内小学校と改称。
- 1954年（昭和29年）6月 - 創立80周年記念式典挙行。
- 1957年（昭和32年）1月 - 新校舎完成。
- 1964年（昭和39年）
  - 5月 - 特殊学級新設。給食室が完成し、学校給食完全を実施。
  - 6月 - 創立90周年記念式典挙行。
- 1966年（昭和41年）7月 - プールが完成し、小中合同のプール開きを行う。
- 1971年（昭和46年）4月 - 沼館分校廃校となり、沼館分校の児童は桂城小学校へ編入。
- 1974年（昭和49年）6月 - 創立100周年記念式典挙行。
- 1977年（昭和52年）10月 - 入徳の門の碑建立。
- 1978年（昭和53年）12月 - 週1回米飯給食実施。
- 1979年（昭和54年）4月 - 初めて全学年の児童机が1人用となる。
- 1980年（昭和55年）6月 - 青少年赤十字に加盟。
- 1983年（昭和58年）5月26日 - 正午頃に日本海中部地震が発生（大館:震度5）したが、本校の被害は微少だった。
- 1986年（昭和61年）7月 - 新校舎起工式挙行。
- 1987年（昭和62年）
  - 5月 - 土俵完成。
  - 12月 - 新校舎改築落成記念式典挙行。
- 1988年（昭和63年）
  - 5月 - 前庭に二宮金次郎像建立。
  - 6月 - 校舎周囲にジョギングコース設定。
  - 9月 - 前庭東屋完成。
- 1989年（平成元年）11月 - 松峰スキー場にプレハブヒュッテ完成。
- 1994年（平成6年）
  - 10月 - 120周年記念ジョギングコース整備し、120周年記念植樹。
  - 11月 - 120周年記念式典挙行。
- 1996年（平成8年）7月 - コンピュータ21台設置。
- 1997年（平成9年）
  - 3月 - 「世界の時計」の設置。
  - 10月 - 南側駐車場中央に防火水槽設置
- 1998年（平成10年）12月 - 病気にかかった桜の枝切り作業実施。
- 2000年（平成12年）9月 - 県ドリームアップ事業として、校章花壇設置。
- 2011年（平成23年）4月 - 「釈迦内SP（サンフラワープロジェクト）」発足。
- 2014年（平成26年）6月 - 創立140周年記念集会開催。
- 2024年（令和6年）9月29日 - 創立150周年記念式典挙行[3]。

## 教育目標
- 桜とともに向陽と[1]

## 通学区域と進学先中学校
出典：

### 通学区域
- 小釈迦内
- 板子石
- 日景町（1区・2区）
- 向羽立
- 獅子ケ森（1区～3区）
- 大通
- 中通
- 上通
- 山神台
- 長面
- 長面袋
- 商人留
- 松峰
- 松木（1区～2区）
- 日鉱獅子ケ森
- 二ツ森
- 高館下
- 釈迦内中台
- 県市公営住宅
- 釈・雇用促進住宅

### 進学先中学校
- 大館市立北陽中学校（大館市釈迦内字長者森）

## アクセス
- 秋北バス「矢立ハイツ線」で、「釈迦内小学校前」停留所（羽州街道上）下車後、
  - 陣場・矢立ハイツ方面行のりばから、徒歩約240m・約4分。
  - 大館駅前・大館市役所・鳳鳴高校方面行のりばから、徒歩約265m・約4分。
- JR大館駅から、
  - 上述の秋北バス「矢立ハイツ線」に乗車し、「釈迦内小学校前」停留所下車後、徒歩。
  - 車で、約3.1km・約7分。
- 秋田自動車道大館北ICから、車で約1.1km・約2分（学校校門までの直線距離では約700mほどだが、道路形状の関係で約1.5倍の距離となる）。

## 周辺
- 大館市釈迦内児童センター - 同一敷地内
- 大館市立釈迦内保育園（指定管理者:社会福祉法人大館感恩講） - 同一敷地内かつ、進学前保育園。
- 公文式釈迦内教室
- 上中通り町内会館
- 国道7号線
- 秋田県警大館警察署釈迦内警察官駐在所
- 釈迦内郵便局
- 秋田自動車道大館北IC